# 養賢ゼミナール
養賢ゼミナール（ようけんゼミナール）は、かつて宮城県仙台市に存在していた高校生・高卒生を対象とした大学受験の予備校。養賢ゼミナールの「養賢」は、江戸時代、仙台藩が藩の子弟を教育するために、元文元年（1736年）5代目藩主伊達吉村のときに開設した学問所「明倫館養賢堂」（後に養賢堂と改称）から名付けられていた。
東北大学を始めとする東北地区の大学を目指す生徒たちの指導に力を入れ、
解答速報は毎年、東北大学・東北学院大学・東北福祉大学の解答速報を掲載していた。
特徴は、じっくり基礎をかためる授業と予習を最小限におさえた「復習重視」の指導で、生徒一人ひとりをこまめに面倒見る講師陣にあった。学習の基本的な流れとしては、レベル別講義⇒復習プリント配付⇒個別補強指導⇒演習授業⇒個別補強指導⇒演習プリント配付となっており、講座担当講師が直接理解できるまで面倒を見る。また、教務担任がアシストする個別専任講師の補強指導もあった。
2022年7月10日をもって、運営会社の破産により閉鎖した。

## 沿革
- 1978年（昭和53年） 4月 高卒生部門 昼間部 開設
- 1991年（平成3年）  7月 組織変更
- 1991年（平成3年）  7月 現役生部門 新設
- 2003年（平成15年）4月 リーダー養成カレッジ青光塾 開設
- 2005年（平成17年）1月 養賢Web個別指導学院 開設
- 2009年（平成21年）4月 高卒生部門 YF本科生コース（夜間主部） 新設
- 2011年（平成23年）7月 Z会と教務提携
- 2011年（平成23年）7月 Z会学習教室 開設
- 2022年（令和4年） 7月 諸般の事情により閉鎖

## コース・講座の特徴
高卒生本科コース（昼間部）150名の定員制。特徴は年間を前期・後期・訓練期・直前対策期の４期に分け、ダブルサイクル指導を実施している。「前期」はレベル別の少人数クラスで基礎力を徹底して補強。「後期」は志望大学コースに分け、出題傾向別・難易度別の授業。「訓練期」は出題形式別に志望大学にあわせ実戦訓練。「直前対策期」は予想問題による個別の弱点を試験前日まで補強していた。
高卒生YF本科コース（夜間主部）夕方からの授業であるが昼間部と同システムの授業。
高校生受験科コース（高３年生）高卒本科生と年間スケジュールはほぼ同一だが、特徴として、英数国は２年生の２月から授業を開始しているので授業時間数が多い。また、前期授業を再度夏休み中に実施する「夏期集中補習講座」があった。
高校生グリーン科コース（１・２年生）受験基礎コース・推薦対策コース等、希望による対策が可能であった。
個別指導ゼミ（高卒生・高校生）講師と生徒1対1か1対2で指導。講師陣は全員プロ講師。校内受講と自宅受講（Web個別指導）の２タイプがあった。

## その他
解答速報東北大学・東北学院大学・東北福祉大学の解答速報を実施。東北大学については解答・解説のほか自己採点ができる配点予想付きで試験日の翌日にホームページから閲覧できる。東北学院大学と東北福祉大学については試験終了後当日中に閲覧でき、掲載は養賢ゼミナールのみである。
Web個別指導システムWebでの授業にあたり、カメラを上部に固定したシステム（特許庁実用新案登録3117020号）を考案。生徒や講師がノートに書くのを見ながら音声説明されることで学習だけに集中できるシステムになっている。よって、タブレット等の電子機器を不要としたシステムなのでパソコンの操作が授業開始時のワンクリックだけとなった。国内にとどまらず海外からも利用できる。